# Юсуп Батирмурзаєв
Юсуп Батирмурзаєв (каз. Юсуп Батырмұрзаев; нар. 13 квітня 1996, селище Сулак, Махачкала, Дагестан, Росія) — казахський борець вільного стилю, чемпіон Азії, учасник двох Олімпійських ігор. Майстер спорту Казахстану міжнародного класу.

## Життєпис
Виходець із дагестанського селища Сулак. Боротьбою займається з 11 років. Вихованець тренера Гаджимурада Магомедова. Тренувався у махачкалинському СШОР-3 та хасав'юртівському «Спартаку». Виступає за збірну Казахстану з 2013 року. У 2019 році став бронзовим призером чемпіонату світу серед молоді, а на чемпіонаті Азії в тій же віковій групі здобув золоту медаль.
У 2022 році вперше став чемпіоном Казахстану в категорії до 125 кг, здолавши у фіналі головного конкурента Олега Болтіна. До того він двічі ставав бронзовим призером першостей країни. Представляє Актюбінську область.

## Спортивні результати на міжнародних змаганнях

### Виступи на Олімпіадах
| Змагання                    | Збірна    | Вагова категорія           | Місце |
| --------------------------- | --------- | -------------------------- | ----- |
| Літні Олімпійські ігри 2020 | Казахстан | вільна боротьба, до 125 кг | 12    |
| Літні Олімпійські ігри 2024 | Казахстан | вільна боротьба, до 125 кг | 12    |

### Виступи на Чемпіонатах світу
| Змагання                        | Збірна    | Вагова категорія           | Місце |
| ------------------------------- | --------- | -------------------------- | ----- |
| Чемпіонат світу з боротьби 2023 | Казахстан | вільна боротьба, до 125 кг | 29    |

### Виступи на Чемпіонатах Азії
| Змагання                       | Збірна    | Вагова категорія           | Місце  |
| ------------------------------ | --------- | -------------------------- | ------ |
| Чемпіонат Азії з боротьби 2020 | Казахстан | вільна боротьба, до 125 кг | Золото |
| Чемпіонат Азії з боротьби 2023 | Казахстан | вільна боротьба, до 125 кг | Срібло |

### Виступи на Азійських іграх
| Змагання           | Збірна    | Вагова категорія           | Місце |
| ------------------ | --------- | -------------------------- | ----- |
| Азійські ігри 2022 | Казахстан | вільна боротьба, до 125 кг | 5     |

### Виступи на інших змаганнях
| Змагання                                                     | Збірна    | Вагова категорія           | Місце  |
| ------------------------------------------------------------ | --------- | -------------------------- | ------ |
| Міжнародний турнір Дінмухамеда Кунаєва 2015                  | Казахстан | вільна боротьба, до 125 кг | Бронза |
| Київський Міжнародний турнір з боротьби 2018                 | Казахстан | вільна боротьба, до 125 кг | 12     |
| Меморіал Вацлава Циолковського 2019                          | Казахстан | вільна боротьба, до 125 кг | 8      |
| Меморіал Маттео Пелліконе 2020                               | Казахстан | вільна боротьба, до 125 кг | Бронза |
| Меморіал Маттео Пелліконе 2021                               | Казахстан | вільна боротьба, до 125 кг | Срібло |
| Олімпійський кваліфікаційний турнір з боротьби 2020 (Алмати) | Казахстан | вільна боротьба, до 125 кг | Золото |
| Меморіал Вацлава Циолковського 2021                          | Казахстан | вільна боротьба, до 125 кг | Бронза |
| Турнір Алі Алієва 2021                                       | Казахстан | вільна боротьба, до 125 кг | Бронза |
| Турнір Яшара Догу 2022                                       | Казахстан | вільна боротьба, до 125 кг | Бронза |
| Меморіал Болата Турлиханова 2022                             | Казахстан | вільна боротьба, до 125 кг | Срібло |
| Турнір Зухає Сгає 2022                                       | Казахстан | вільна боротьба, до 125 кг | 4      |
| Меморіал Іона Корнеану і Ладислава Сімона 2022               | Казахстан | вільна боротьба, до 125 кг | Срібло |
| Міжнародний турнір Дінмухамеда Кунаєва 2022                  | Казахстан | вільна боротьба, до 125 кг | Срібло |
| Турнір Ібрагіма Мустафи 2023                                 | Казахстан | вільна боротьба, до 125 кг | Бронза |
| Турнір К. У. Кожомкула і Р. Санатбаєва 2023                  | Казахстан | вільна боротьба, до 125 кг | 11     |
| Меморіал Імре Поляка та Яноша Варги 2023                     | Казахстан | вільна боротьба, до 125 кг | 8      |
| Олімпійський кваліфікаційний турнір з боротьби 2024 (Бішкек) | Казахстан | вільна боротьба, до 125 кг | Золото |
| Меморіал Імре Поляка та Яноша Варги 2024                     | Казахстан | вільна боротьба, до 125 кг | Срібло |

### Виступи на змаганнях молодших вікових груп
| Змагання                                     | Збірна    | Вагова категорія           | Місце  |
| -------------------------------------------- | --------- | -------------------------- | ------ |
| Чемпіонат світу з боротьби серед молоді 2017 | Казахстан | вільна боротьба, до 125 кг | 7      |
| Чемпіонат світу з боротьби серед молоді 2018 | Казахстан | вільна боротьба, до 125 кг | 13     |
| Чемпіонат Азії з боротьби серед молоді 2019  | Казахстан | вільна боротьба, до 125 кг | Золото |
| Чемпіонат світу з боротьби серед молоді 2019 | Казахстан | вільна боротьба, до 125 кг | Бронза |